# 豊橋市役所

豊橋市徽章

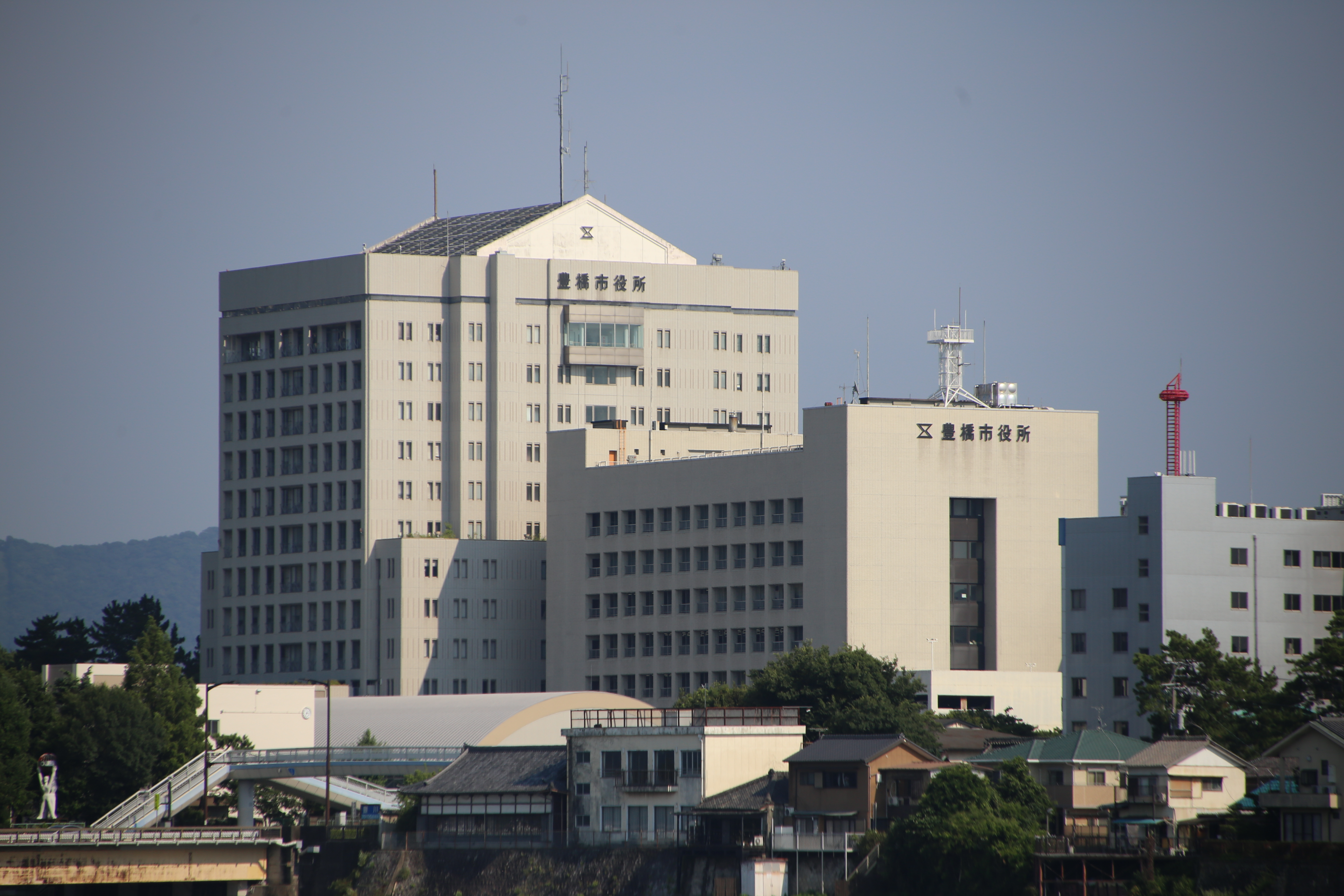
北西より見る市役所（豊川に架かる豊橋より 2025年8月）

豊橋市役所（とよはししやくしょ）は、日本の地方公共団体である豊橋市の市政を担う施設（役所）である。徽章は大河内・長沢松平家（松平伊豆守系）の馬印のひとつ「千切小御馬印」を横から見た形から採用された千切（ちぎり）である。

## 経緯
- 1906年（明治39年）8月1日 - 市制施行。中八町（なかはっちょう）の豊橋町役場跡に開く。
- 1909年（明治42年） - 「千切」を市役所の徽章として制定。
- 1912年（明治45年）7月1日 - 西八町（にしはっちょう）に洋風2階建て庁舎落成。構内661坪。
- 1928年（昭和3年）
  - 11月26日 - 火災により庁舎焼失。
  - 12月10日 - 渥美郡役所跡に移転。
- 1930年（昭和5年）7月8日 - 新庁舎へ移転。
- 1945年（昭和20年）6月9日 - 豊橋市公会堂へ移転。この直後の豊橋空襲での重要書類焼失を免れる。
- 1946年（昭和21年）1月 - 中部第100隊（旧歩兵18連隊）の兵舎へ移転。
- 1951年（昭和26年）10月 - 庁舎起工。
- 1953年（昭和28年）6月1日 - 落成。地上3階、地下1階。
- 1955年（昭和30年）1月1日 - 市役所の地の地名を今橋町と制定。
- 1977年（昭和52年）6月 - 新庁舎（現在の西館）着工。
- 1979年（昭和54年）2月7日 - 新庁舎（現在の西館）竣工。地上8階、地下1階。
- 1993年（平成5年）6月 - 新庁舎（東館）・地下駐車場・立体駐車場建設。東館は地上13階、地下2階。
- 1999年（平成11年）4月1日 - 中核市へ移行。保健所などが県庁から豊橋市役所の管轄へ移管。

## 所在地
本庁舎
- 愛知県豊橋市今橋町1番地

窓口センター
- 石巻窓口センター：市内石巻本町字市場
- 駅前窓口センター：市内駅前大通二丁目
- 西部窓口センター：市内牟呂町字内田
- 東部窓口センター：市内中岩田一丁目
- 大清水窓口センター：市内大清水町字彦坂
- 南部窓口センター：市内富本町字国隠
- 高師台窓口センター：市内曙町字南松原
- 二川窓口センター：市内大岩町字東郷内

## 展望ロビー
市役所東館13階は、展望ロビーとして市民に開放されており、土・日・祝日も出入り可能である。
展望ロビー内には講堂の他、イタリアンレストラン「こすたりか-city garden-」また、豊橋市と市電（豊橋鉄道東田本線）の歴史や生い立ちを紹介する「とよはし物語館」というコーナーが設けられている。
- こすたりか-city garden-

## 交通手段
- JR東海道本線・飯田線・名鉄名古屋本線・東海道新幹線　豊橋駅から徒歩で約20分。
- 豊橋鉄道渥美線　新豊橋駅から徒歩で約20分。
- 豊橋鉄道東田本線（路面電車） 市役所前停留場から徒歩で約3分。
- 豊鉄バス豊川線・新豊線「豊橋市役所前」バス停から徒歩。

## 豊橋市内の役所
市役所管轄下
- 豊橋市保健所
- 豊橋市消防本部

市役所管轄以外（行政以外を含む）
- 豊橋区検察庁
- 豊橋簡易裁判所